# William Ralph Driffill
William Ralph Driffill (Dunstable, Engeland, 8 december 1870 – Barnet, 24 april 1922) was een Engels organist en componist. Hij was de zoon van William Driffill en Maria Potter. Zijn vader was loodgieter en had een eigen bedrijf in Dunstable. 
Driffill studeerde in 1890 aan de Royal Academy of Music waar hij met meerdere medailles werd onderscheiden voor zijn spel en compositie. Van 1901 tot 1916 was hij organist van de parochiekerk St. Mary the Virgin, in Monken Hedley, Hertfordshire, waar hij ook privéstudenten had, koren begeleidde en concerten gaf met o.a. eigen werk. Hij concerteerde hoofdzakelijk in het zuiden van Engeland. Hij werd daarbij vaak vergezeld door zijn neef Frederick Gostelow. 
In 1908 trouwde hij met Kate Prior. Hun jongste dochter werd 6 maanden na zijn plotselinge overlijden in 1922 geboren. Door de enorme impact van dit plotselinge overlijden door een longontsteking werd zijn muziek jarenlang opgeborgen bij zijn dochter. Een kleindochter van de jongste dochter had de muziek na het overlijden van haar moeder in 1998 in haar bezit en hoorde op een dag een opname van de Toccata in f/F gespeeld door Klaas Jan Mulder. Verder waren er liederen, muziek voor kerkelijk gebruik en wat onvoltooide manuscripten.  
Diverse Nederlandse organisten (o.a. Marco den Toom, Minne Veldman, Gert van Hoef, Klaas Jan Mulder, Willem Hendrik Zwart, en Willem van Twillert) hebben of hadden de Toccata van W.R. Driffill op hun repertoire.

## Orgelwerken
- Minne Veldman Suite nr. 1 in f kleine terts, opus 14, 1905. Driedelige Suite [4]
- Marco den Toom Suite nr. 2 in e kleine terts, 1910. Driedelige Suite [5]
- Feike Asma was een van de eerste organisten die de toccata in Nederland speelde, hier opname uit 1950 in de Sint-Jan te Gouda. [6]